# 甲府駅バスターミナル
甲府駅バスターミナル（こうふえきバスターミナル）は、山梨県甲府市の甲府駅南口広場内にあるバスターミナルである。

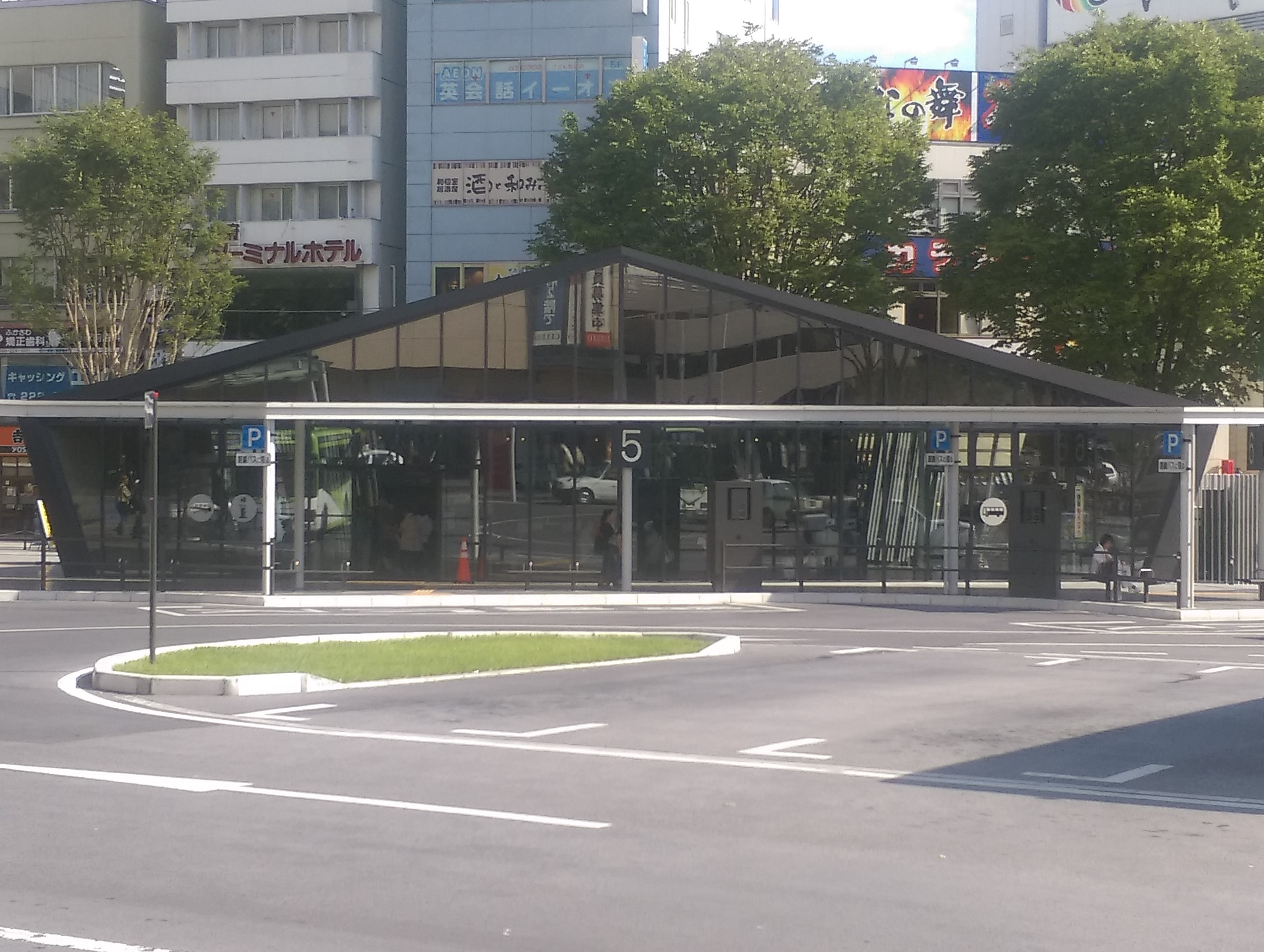
2017年（平成29年）8月10日に営業を開始した甲府駅前バスセンター。

## 概要
甲府駅にはバスのりばが南口と北口、及び駅の東側のJR東日本中央本線やJR東海身延線を跨ぐ陸橋上にあるが、甲府駅バスターミナルは南口駅前のバスのりばのことを指す。北口駅前にあるバス停は甲府駅北口、陸橋にあるバス停は甲府駅（陸橋）という名称になっており、これらのバス停はバスターミナルとは区別されている。
バスターミナルは当初山梨交通電車線（1962年（昭和37年）廃止）の甲府駅前駅跡地で、南口東側の山交百貨店（2019年9月閉店。現在はヨドバシ甲府）の位置に存在した。1985年（昭和60年）には甲府駅ビル「エクラン」（現・セレオ甲府）が竣工したのと同時に駅ビルの正面に移転した。その後、2015年から2016年にかけて改修工事が行われ、バスのりばやバス案内所の配置が変更された（後述）。バスターミナルと名乗っているものの南口の駅前広場とは一体となっている。
甲府駅を通る山梨交通の大半の路線バスとすべての高速バス路線が当バスターミナルを発着している。
なお、甲府駅バスターミナルという名称は山梨交通の公式サイトなどで使われているものの、路線バス・高速バスの行き先などでは一貫して「甲府駅」または「甲府駅南口」と案内されている。

## バスターミナル改修
1985年（昭和60年）に移転したバスのりばは一部の乗り場を除きロータリーの中央部に短冊状になっており、駅から向かう場合一度横断歩道を渡る必要があった。しかし横断歩道には歩行者用信号がない上、ロータリーにはタクシーや自家用車の乗降場（自家用車用の駐車場は西側に別途あるが、一時乗降の場合はロータリーで行うようになっていた）やタクシープールがあったことからこれらの車両の往来が多く、横断には危険を伴っていた。そのため甲府駅南口周辺整備事業として2013年度（平成25年度） よりロータリーの改修が進められてきた。新ロータリーでは自家用車を進入禁止にし（かわりに西側駐車場を乗降場兼用として改修）、バスのりばやバス案内所をロータリー外周に配置することで、これまでのように横断歩道を渡ることなく駅から各バスのりばへ向かうことができるようになった。
この改修工事に伴い、1・2番のりばに発着していた路線は2015年（平成27年）6月8日から、3・4番のりばに発着していた路線は7月15日からそれぞれ乗り場が変更された。12月17日から高速バス乗車券や定期券の販売などを行うバスセンターが山交百貨店の地下1階に仮移転し、バスのりばや時刻等の案内を行う「バス案内所」が山交百貨店前に開設された。また、高速バスは10番のりばからの発車に変更となった。
2016年（平成28年）3月9日からは前述の新ロータリーが部分的に供用を開始し、5・6・9番のりばに発着していた路線バスは新ロータリー内の1 - 3番のりば発着に変更された。そして、整備を続けていた4 - 6番のりばについても9月7日から供用を開始し、全路線が新ロータリー発着となった。この際、既に供用を開始していた1 - 3番のりばも発着路線の変更が行われた。この時点では、バスセンターとバス案内所は従前通りの場所での営業を続けていた。後に新のりばにはバスロケーションシステムに対応した運行情報表示器が設置され、バスの現在位置や発車時刻、遅延情報などがリアルタイムでわかるようになった。
その後も引き続き改修工事が行われ、2017年（平成29年）8月9日に甲府市観光案内所が、翌日には一体で整備されてきたバスセンターがそれぞれ開設された。これに伴い山交百貨店地下のバスセンターと百貨店前のバス案内所は営業を終了した。

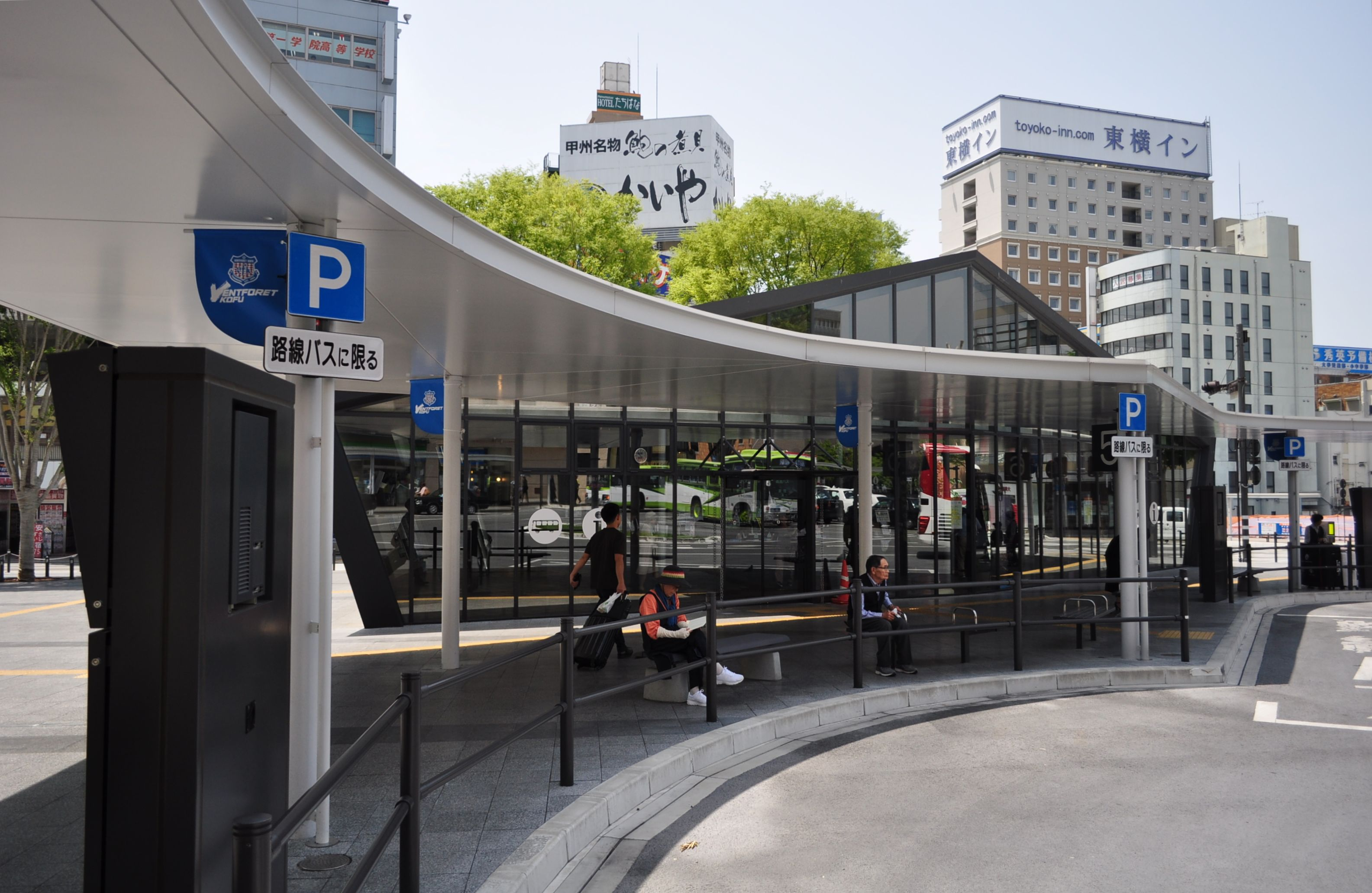
バスセンター（2018年5月16日撮影）
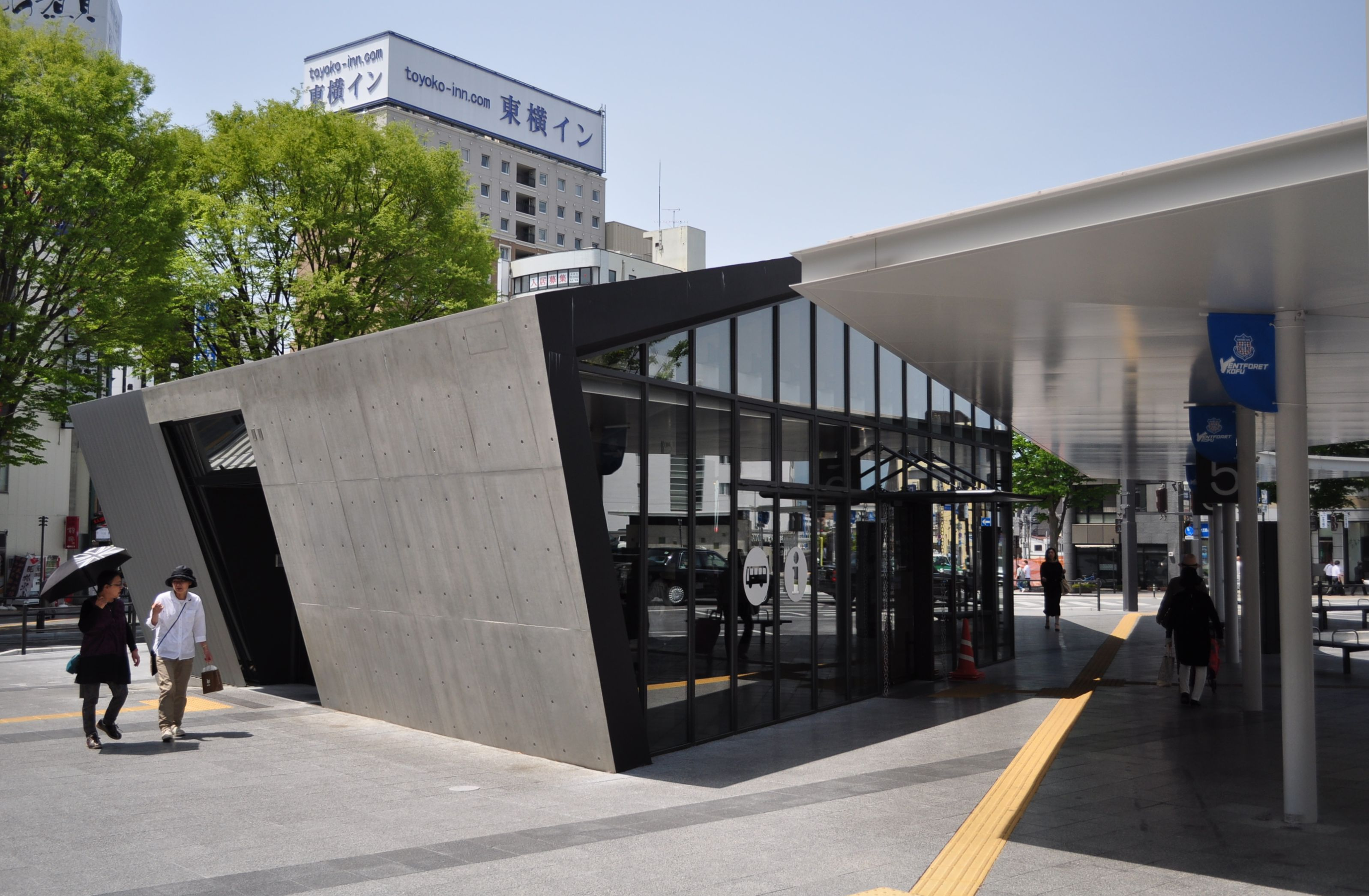
同左（2018年5月16日撮影）
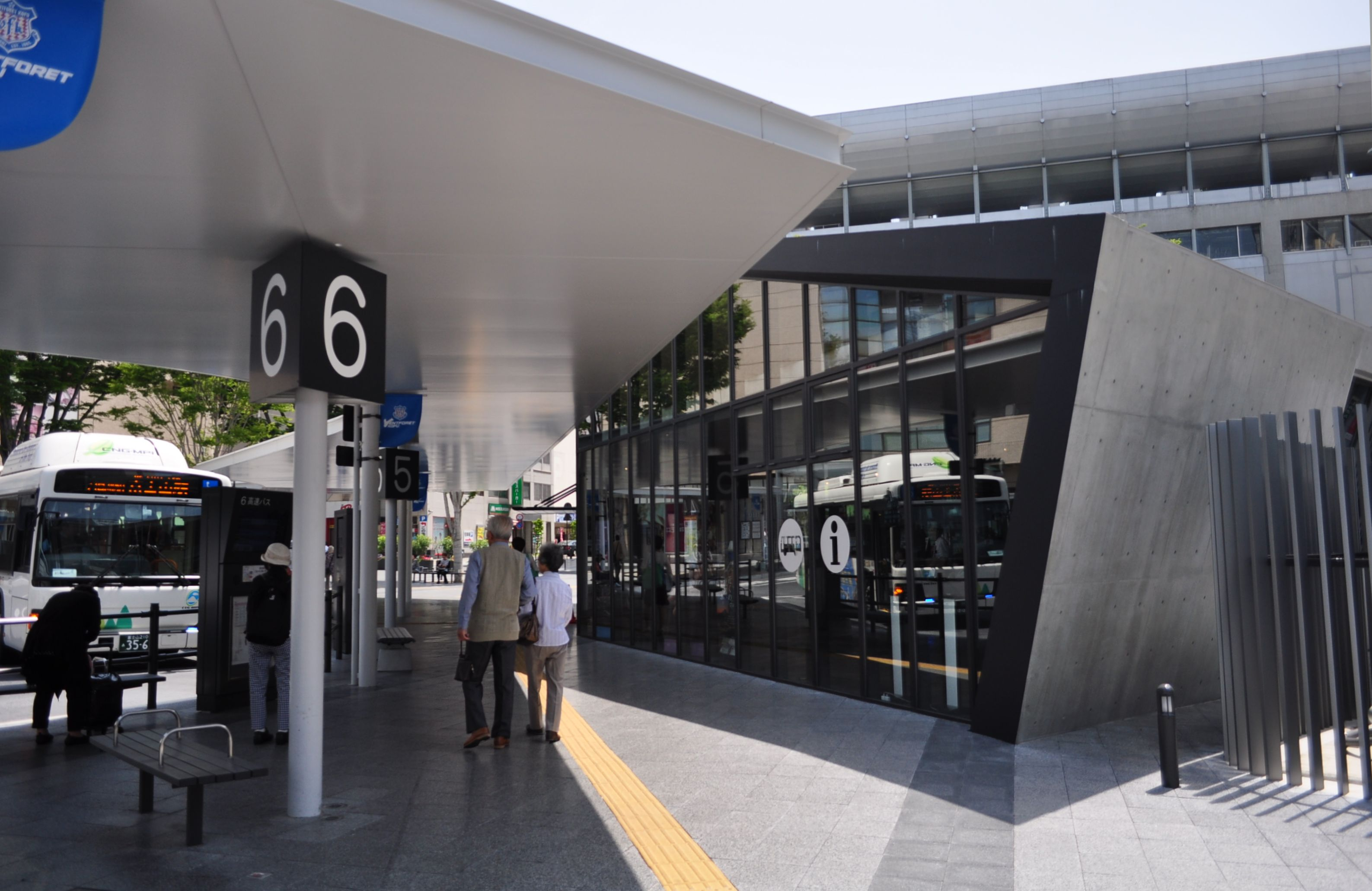
同左（2018年5月16日撮影）
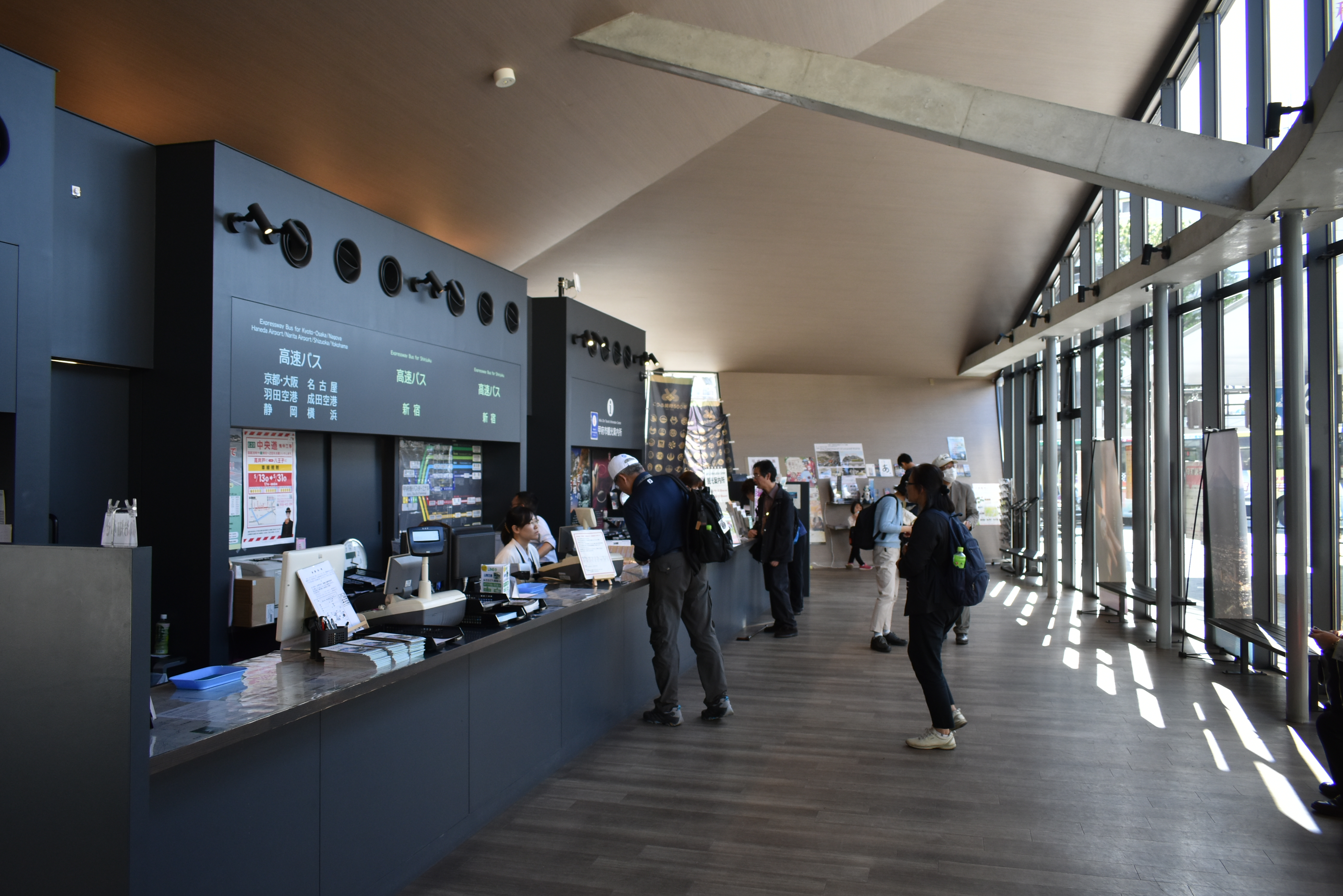
同左、室内（2019年5月2日撮影）
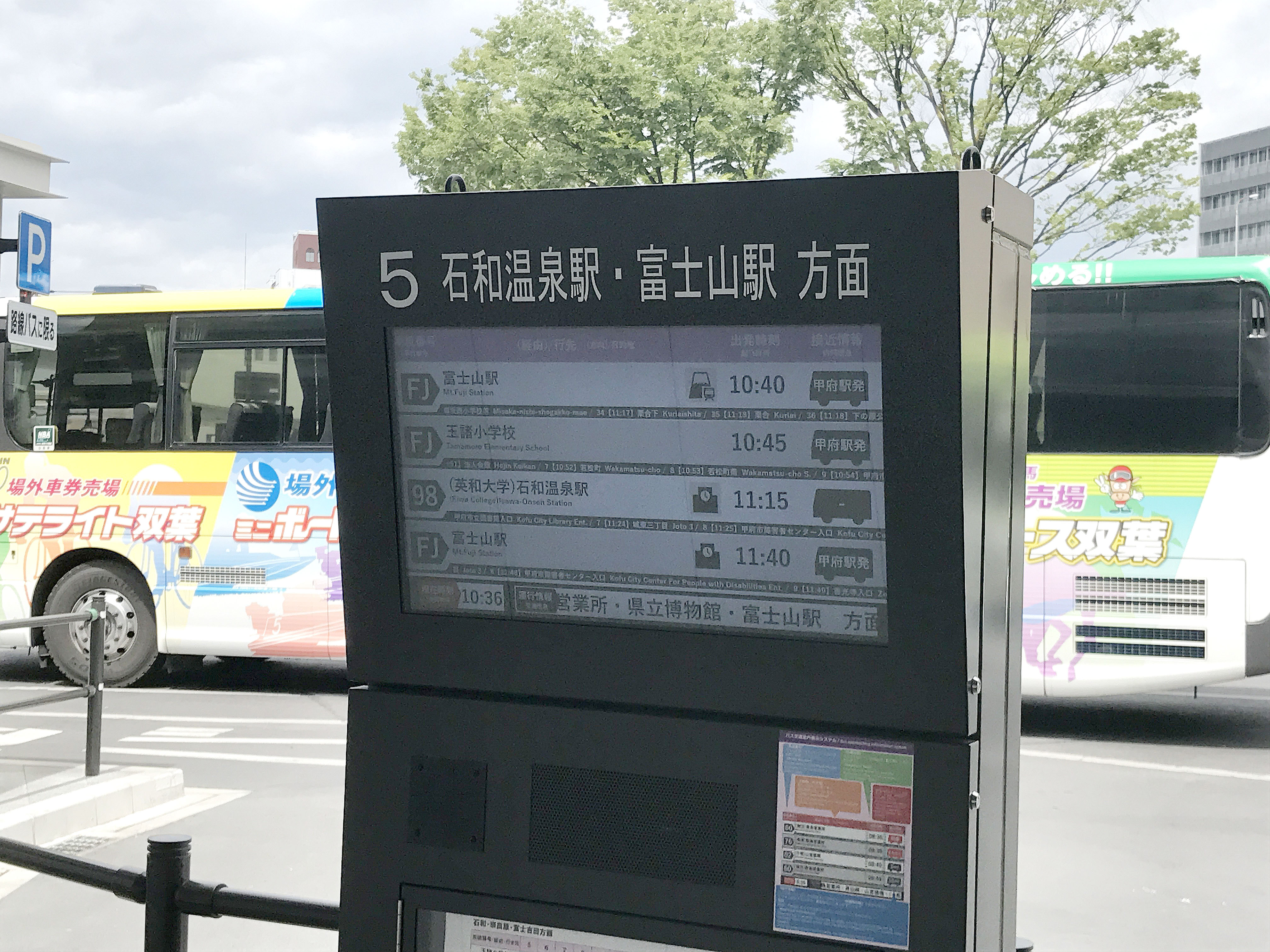
新のりば移行後に設置された運行情報表示器
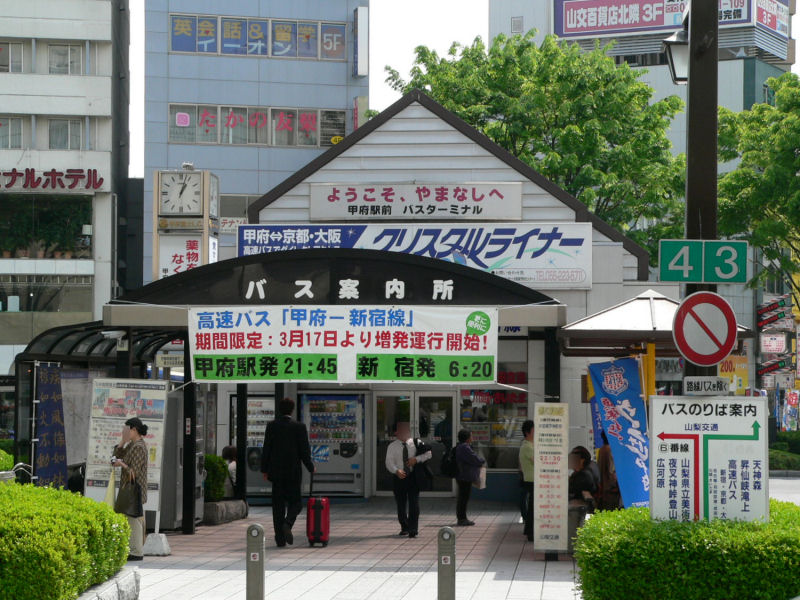
2015年12月16日までのバスセンター、翌日に山交百貨店地下に仮移転
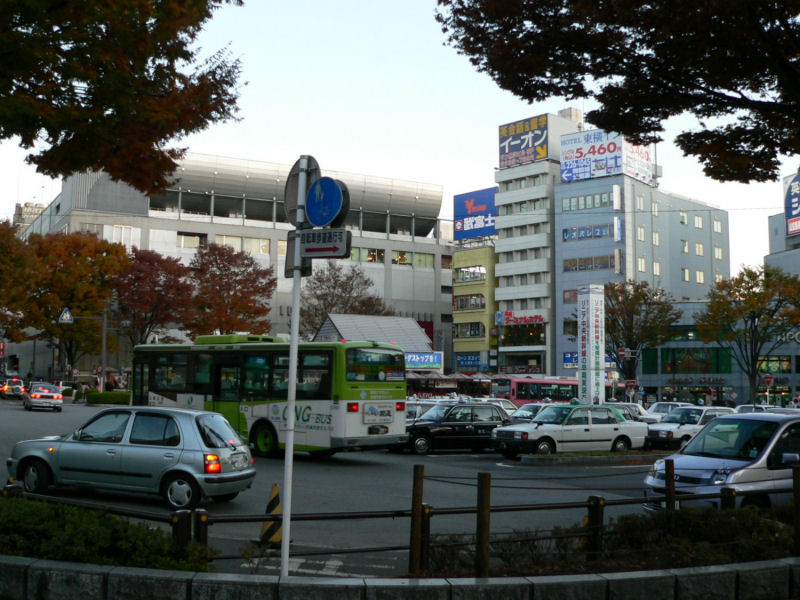
改修前の南口広場、奥にあるログハウス風の建物がかつてのバス案内所

| 方向別系統                         | - 2015年 6月7日 | 2015年 6月8日 - | 2015年 7月15日 - | 2015年 12月17日 - | 2016年 3月9日 - | 2016年 9月7日 - |
| ---------------------------------- | --------------- | --------------- | ---------------- | ----------------- | --------------- | --------------- |
| 高速バス（新宿行き以外）           | 旧1・2番        | 旧5番           | 旧5番            | 旧10番            | 旧10番          | 新6番           |
| 高速バス（新宿行き）               | 旧3番           | 旧3番           | 旧5番            | 旧10番            | 旧10番          | 新6番           |
| 一高・昇仙峡方面                   | 旧3番           | 旧3番           | 旧9番            | 旧9番             | 新3番           | 新4番           |
| 県立中央病院・長塚方面             | 旧4番           | 旧4番           | 旧9番            | 旧9番             | 新1番           | 新4番           |
| イオンモール甲府昭和方面           | 旧4番           | 旧4番           | 旧9番            | 旧9番             | 新1番           | 新2番           |
| 農林高校・鰍沢方面                 | 旧5番           | 旧5番           | 旧5番            | 旧5番             | 新2番           | 新1番           |
| 県立美術館方面                     | 旧6番           | 旧6番           | 旧6番            | 旧6番             | 新2番           | 新1番           |
| 石和・富士山駅・青沼方面           | 旧7番           | 旧7番           | 旧7番            | 旧7番             | 旧7番           | 新5番           |
| 山梨大学医学部附属病院・伊勢町方面 | 旧8番           | 旧8番           | 旧8番            | 旧8番             | 旧8番           | 新3番           |
| 高速バス降車場所                   | 旧9番           | 旧9番           | 旧10番           | 旧10番            | 旧10番          | 新2番           |
| 甲府駅終点バス降車場所             |                 |                 |                  |                   |                 | 新2番           |

## 使用するバス会社
- 山梨交通（路線バス・高速バス）
- 富士急バス（路線バス・高速バス）
- 京王バス（高速バスのみ）
- 近鉄バス（高速バスのみ）
- JR東海バス（高速バスのみ）
- 京浜急行バス（高速バスのみ）
- 京成バス千葉イースト（高速バスのみ）
- しずてつジャストライン（高速バスのみ）

### かつて使用していたバス会社
- 山梨貸切自動車（路線バスのみ。2010年3月31日の路線廃止に伴い乗り入れ終了。乗り入れ終了後に山交タウンコーチと合併）
- 山梨交通観光バス（山交タウンコーチと合併）
- 山交タウンコーチ（路線バスのみ。山梨交通と合併）
- 富士急行（路線バスを富士急山梨バスへ、高速バスを富士急平和観光へ移管）
- 富士急平和観光（富士急山梨バスと合併、現在は富士急バス）
- 静岡鉄道（静岡駅行きの長距離路線バスのみ。現在はしずてつジャストライン）
- 京急観光バス（高速バスのみ。会社清算により系列会社の京浜急行バスへ移行）
- 川中島バス（高速バスのみ。松本電気鉄道と合併、現在はアルピコ交通）
- 千葉交通（高速バスのみ。京成グループにおけるバス事業再編により、千葉県東部をエリアとする京成グループの他のバス会社6社と統合。現在は京成バス千葉イースト）

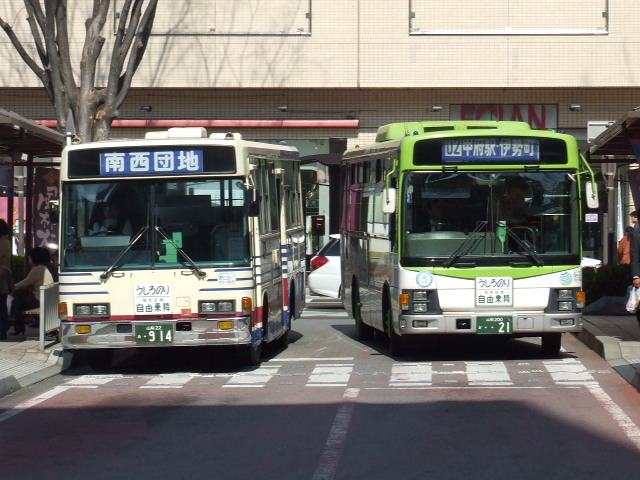
山梨交通（右）と、かつて乗り入れていた山梨貸切自動車（左）の路線バス
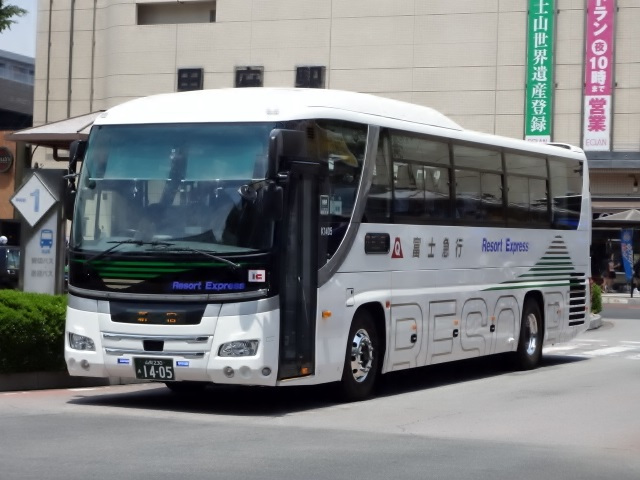
富士急平和観光（当時）の高速バス

## のりば

### 一般路線バス
一般路線バスは一部を除いて「PASMO」、「Suica」などの交通系ICカードが使用可能。

#### 1番のりば（貢川・県立美術館・六科・農林高校・鰍沢方面）
| 系統       | 主要経由地                                                           | 行先                   | 運行会社 | 備考                                       |
| ---------- | -------------------------------------------------------------------- | ---------------------- | -------- | ------------------------------------------ |
| 03・04     | 貢川・県立美術館・竜王駅                                             | 敷島営業所             | 山梨交通 |                                            |
| 30         | 貢川・県立美術館                                                     | 貢川団地               | 山梨交通 |                                            |
| 34・39     | 貢川・県立美術館・六科                                               | 御勅使                 | 山梨交通 |                                            |
| 35         | 貢川・県立美術館・六科・竜岡中央公民館                               | 韮崎駅                 | 山梨交通 |                                            |
| 37（快速） | 竜王・市営芦安駐車場・夜叉神峠登山口                                 | 広河原                 | 山梨交通 | 夏季・秋季のみ運行（PASMO、Suica使用不可） |
| 42         | 貢川・農林高校・上今諏訪・西野                                       | 小笠原下仲町           | 山梨交通 |                                            |
| 43         | 貢川・農林高校・上今諏訪・中条入口・十五所・小笠原下仲町             | フォレストモール富士川 | 山梨交通 |                                            |
| 44         | 貢川・農林高校・上今諏訪・中条入口・十五所・小笠原下仲町・青柳       | 鰍沢営業所             | 山梨交通 |                                            |
| 46         | 貢川・農林高校・上今諏訪・中条入口・十五所                           | 小笠原車庫             | 山梨交通 |                                            |
| 47         | 貢川・農林高校・上今諏訪・西野・小笠原下仲町・青柳                   | 鰍沢営業所             | 山梨交通 | 1日1本平日のみ運行                         |
| 49         | 貢川・農林高校・上今諏訪・中条入口・十五所                           | 小笠原下仲町           | 山梨交通 |                                            |
| 53         | 国母小学校・上河東四ツ角・小井川駅入口・花輪・浅原・南湖小学校・青柳 | 鰍沢営業所             | 山梨交通 | 平日のみ運行                               |

#### 2番のりば（イオンモール甲府昭和方面）
| 系統         | 主要経由地 | 行先                 | 運行会社   | 備考                            |
| ------------ | ---------- | -------------------- | ---------- | ------------------------------- |
| 快速         |            | イオンモール甲府昭和 | 山梨交通   | 途中バス停で降車不可            |
| シャトルバス |            | 小瀬スポーツ公園     | 山梨交通   | Jリーグなどの試合開催時のみ運行 |
|              |            | 終点                 | 山梨交通   | 降車場所                        |
|              |            | 終点                 | 富士急バス | 降車場所                        |

#### 3番のりば（山梨大学医学部附属病院・伊勢町方面）
| 系統               | 主要経由地                                                             | 行先                   | 運行会社 | 備考                            |
| ------------------ | ---------------------------------------------------------------------- | ---------------------- | -------- | ------------------------------- |
| 56                 | 千秋橋・国母小学校・国母駅入口・上河東四ツ角・常永駅                   | 山梨大学医学部附属病院 | 山梨交通 |                                 |
| 57                 | 伊勢三丁目・後屋町・国母工業団地入口・古市場                           | 山梨大学医学部附属病院 | 山梨交通 |                                 |
| 58                 | 南西中学校・昭和町役場入口・上河東四ツ角・イオンモール甲府昭和・常永駅 | 山梨大学医学部附属病院 | 山梨交通 |                                 |
| 60                 | 伊勢三丁目・南甲府警察署                                               | 駿台今井キャンパス     | 山梨交通 |                                 |
| 01・02・16・27・64 | 常盤通り・遊亀公園                                                     | 伊勢町営業所           | 山梨交通 |                                 |
| 63                 | 常盤通り                                                               | 甲斐清和高校           | 山梨交通 | 平日（休校日を除く）1本のみ運行 |
| 70                 | 常盤通り・遊亀公園・伊勢町営業所・南甲府警察署・山城小学校             | 小瀬スポーツ公園       | 山梨交通 |                                 |
| 75                 | 商工会議所・遊亀公園・伊勢町営業所・山城小学校                         | 豊富                   | 山梨交通 |                                 |
| 76                 | 商工会議所・遊亀公園・伊勢町営業所・山城小学校・御所                   | 御所循環               | 山梨交通 | 中道橋経由御所循環線            |
| 77・78             | 商工会議所・遊亀公園                                                   | 伊勢町営業所           | 山梨交通 |                                 |

#### 4番のりば

##### 飯田・県立中央病院・長塚方面
| 系統               | 主要経由地                                   | 行先             | 運行会社 | 備考               |
| ------------------ | -------------------------------------------- | ---------------- | -------- | ------------------ |
| 60                 | 県立中央病院入口・湯村温泉入口・敷島仲町     | 敷島営業所       | 山梨交通 |                    |
| 70                 | 県立中央病院入口・湯村温泉入口・敷島仲町     | 敷島団地         | 山梨交通 |                    |
| 28・42・47・53・75 |                                              | 県立中央病院     | 山梨交通 |                    |
| 26                 | 県立中央病院・湯村温泉入口・羽黒町・山宮上町 | 山宮循環         | 山梨交通 | 羽黒経由山宮循環線 |
| 34・56             | 県立中央病院・湯村温泉入口・敷島仲町         | 敷島営業所       | 山梨交通 |                    |
| 77                 | 県立中央病院・長塚                           | 竜王駅           | 山梨交通 |                    |
| 78                 | 県立中央病院・長塚                           | 双葉ニュータウン | 山梨交通 |                    |
| 25                 | 甲府城西高校・東海高校・長塚入口             | 双葉ニュータウン | 山梨交通 |                    |
| 83                 | 甲府城西高校・東海高校                       | 長塚             | 山梨交通 |                    |
| 20・57・76・90・98 | 甲府城西高校・東海高校・長塚・敷島仲町       | 敷島営業所       | 山梨交通 |                    |

##### 一高・昇仙峡方面
| 系統 | 主要経由地                                     | 行先       | 運行会社 | 備考                                      |
| ---- | ---------------------------------------------- | ---------- | -------- | ----------------------------------------- |
| 01   | 一高前・湯村温泉入口・羽黒町・山宮上町         | 山宮循環   | 山梨交通 | 羽黒経由山宮循環線                        |
| 02   | 一高前・湯村温泉入口・千塚・山宮上町           | 山宮循環   | 山梨交通 | 千塚経由山宮循環線                        |
| 03   | 一高前・湯村温泉入口・千塚・山宮上町           | 昇仙峡口   | 山梨交通 |                                           |
| 04   | 一高前・湯村温泉入口・千塚・山宮上町・昇仙峡口 | 昇仙峡滝上 | 山梨交通 | 12月1日 - 翌年3月31日の間は昇仙峡口止まり |
| 08   | 一高前・湯村温泉入口・敷島仲町・塩崎駅         | 韮崎駅     | 山梨交通 |                                           |
| 58   | 一高前・湯村温泉入口・敷島仲町                 | 敷島団地   | 山梨交通 |                                           |
| 06   | 一高前・湯村温泉入口・敷島仲町                 | 敷島営業所 | 山梨交通 |                                           |
| 99   | 甲府工業高校・湯村温泉入口・敷島仲町           | 敷島営業所 | 山梨交通 |                                           |
| 快速 | 湯村温泉入口・昇仙峡口                         | 昇仙峡滝上 | 山梨交通 | 季節運行                                  |
| 快速 | 千代田湖                                       | 昇仙峡滝上 | 山梨交通 | 季節運行                                  |

#### 5番のりば（山梨学院大学・石和・富士山駅・城東・青沼方面）
| 系統 | 主要経由地                                                                                 | 行先             | 運行会社   | 備考               |
| ---- | ------------------------------------------------------------------------------------------ | ---------------- | ---------- | ------------------ |
| 90   | 常盤通り・山梨英和大学入口・石和八幡宮・御所                                               | 御所循環         | 山梨交通   | 石和経由御所循環線 |
| 91   | 常盤通り                                                                                   | 山梨英和大学     | 山梨交通   |                    |
| 98   | 常盤通り・山梨英和大学                                                                     | 石和温泉駅       | 山梨交通   |                    |
| 99   | 常盤通り・山梨英和大学入口・石和温泉駅                                                     | 山梨県立博物館   | 山梨交通   |                    |
| K2   | 常盤通り・山梨英和大学入口・石和温泉駅・山梨県立博物館・下黒駒・河口湖駅・富士急ハイランド | 富士山駅         | 富士急バス |                    |
| 17   | 常盤通り・法人会館・城東二丁目西・青沼三丁目・南甲府駅                                     | 伊勢町営業所     | 山梨交通   |                    |
| 83   | 常盤通り・法人会館・甲府市総合市民会館・青沼三丁目・富士見農協・八代四つ角                 | 奈良原           | 山梨交通   |                    |
|      | 常盤通り・法人会館・甲府市総合市民会館・青沼三丁目・玉諸小学校                             | 富士急上阿原車庫 | 富士急バス |                    |

### 高速バス
到着便は2番のりば、出発便は6番のりば（増発便は5番のりば）に発着する。

#### 6番のりば
| 系統                            | 主要経由地           | 行先                                            | 運行会社                        | 備考                                                                                               |
| ------------------------------- | -------------------- | ----------------------------------------------- | ------------------------------- | -------------------------------------------------------------------------------------------------- |
| 中央高速バス甲府線              | 中央道日野           | バスタ新宿（南口）                              | 山梨交通 富士急バス 京王バス    | 一部の臨時便は新宿西口着。窓口精算及び山梨交通、京王バス便での車内精算時のみPASMO、Suica使用可能。 |
| 竜王・甲府 - 横浜駅・羽田空港線 | 横浜駅東口           | 羽田空港                                        | 山梨交通 京浜急行バス           | 横浜駅は2往復のみ停車                                                                              |
| 竜王・甲府 - 成田空港線         | 東京ディズニーランド | 成田空港                                        | 山梨交通 京成バス千葉イースト   | 東京ディズニーランドは1往復のみ停車                                                                |
| 竜王・甲府 - 静岡線             | 身延                 | 静岡駅前                                        | 山梨交通 しずてつジャストライン | 土曜・休日のみ運行                                                                                 |
| 名古屋ライナー甲府号            | 中津川インター       | 名古屋駅                                        | 山梨交通 JR東海バス             | |
| クリスタルライナー              | 京都駅八条口・梅田   | 大阪(あべの橋) ユニバーサル・スタジオ・ジャパン | 山梨交通 近鉄バス               | |

## その他
- 甲斐市にある競輪場外車券売場（サテライト双葉）への無料シャトルバスが運行されている。
- かつては毎週土曜日に甲府中央商店街への無料巡回バス「甲府シティシャトル（通称：レトボン）」が運行されていた[注 2]。
- 2024年（令和6年）2月1日より多言語対応型の高速バス用自動発券機を導入した[13]。甲府発着路線のほか中央高速バス身延線の発券に対応している。